# Corallorhiza trifida
La raíz de coral (Corallorhiza trifida) es una especie de orquídea de hábito terrestre. Es nativa de Norteamérica y de Europa. 

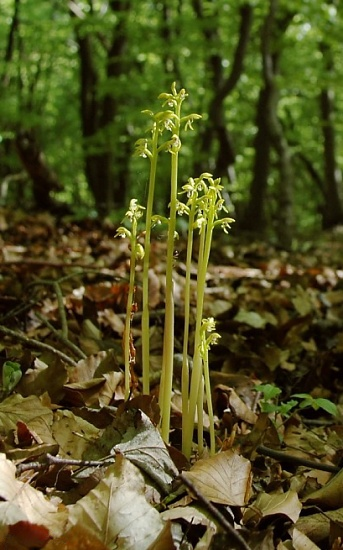
Vista de la planta en su hábitat

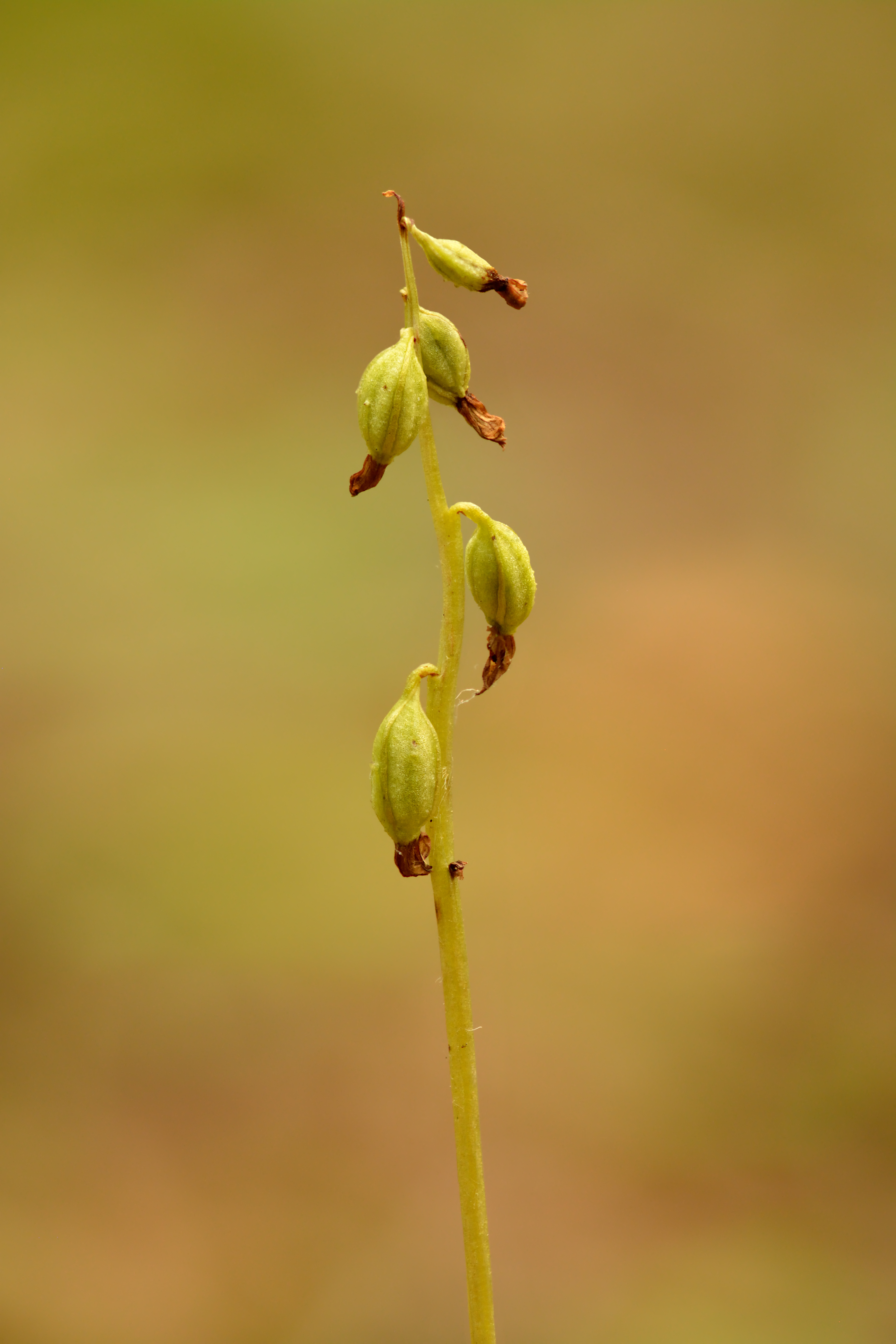
Infrutescencia

## Distribución y hábitat
Se encuentra en Groenlandia, Islandia, Gran Bretaña, Noruega, Suecia, Finlandia, España, Francia, Dinamarca, Alemania, República Checa, Austria, Suiza, Italia, Yugoslavia, Grecia, Turquía, Bulgaria, Rumania, Polonia, Ucrania, Rusia, Siberia occidental, Kazajistán, Kirguistán, el este de Siberia, Mongolia, China, Corea, Himalaya, Pakistán, Nepal, Alaska, los Territorios del Noroeste, Yukón, Alberta, Manitoba , Saskatchewan, Ontario, Quebec, Isla del Príncipe Eduardo, Nueva Escocia, Nuevo Brunswick, Labrador, Terranova, Washington, Oregón, California, Utah, Idaho, Montana, Wyoming, Colorado, Nuevo México, Dakota del Sur, Minnesota, Wisconsin, Illinois, Indiana , Míchigan, Ohio, Virginia Occidental, Pensilvania, Nueva York, Nueva Jersey, Delaware, Maryland, Washington D. C., Massachusetts, Connecticut, Rhode Island, Nuevo Hampshire, Vermont y Maine, en el norte de los bosques de montaña, pantanos, dunas  encharcadas y bosques de haya y de coníferas en alturas de hasta 2300 m s. n. m.

## Descripción
Es una especie de pequeño tamaño, que prefiere el clima frío a fresco, es saprofita, de hábito terrestre , de color amarillento con el tallo envuelto por 2 a 4 vainas y con brácteas. Florece en una inflorescencia laxa con 2 a 10 flores  pequeñas de 1 cm de longitud,  ligeramente colgantes. La floración se produce en la primavera y principios del verano.

## Taxonomía
Corallorhiza trifida fue descrita por Jean Jacques Châtelain y publicado en Specimen Inaugurale de Corallorhiza 8. 1760.
Etimología
Corallorhiza: nombre genérico que deriva de dos palabras griegas: "korallion" = (corales) y "rhiza" = (raíz) y se refiere a la raíz rizomatosa precisamente similar a un coral.
trifida: epíteto latino que significa "con tres divisiones".
Sinonimia
1. Corallorrhiza anandae Malhotra & Balodi 1984 publ. 1985
2. Corallorhiza corallorhiza (L.) MacMill.
3. Corallorhiza dentata Host
4. Corallorhiza ericetorum Drejer
5. Corallorhiza halleri (L.) Rich.
6. Corallorrhiza innata Brown
7. Corallorrhiza intacta Cham.
8. Corallorrhiza integra Châtel. 1760
9. Corallorrhiza jacquemontii Decne. 1844
10. Corallorhiza nemoralis Sw. ex Nyman 1882
11. Corallorrhiza neottia Scop., Fl. Carniol. 1772
12. Corallorhiza occidentalis La Playe